# Santa Catarina
Santa Catarina (SC) er en brailiansk delstat, placeret i den sydligste del af landet i
regionen Sul ud til Atlanterhavet. Hovedstaden hedder Florianópolis, ligger på øen Santa Catarina, og delstaten grænser op til Paraná, Rio Grande do Sul og nabolandet Argentina.

## Geografi
Delstaten grænser op mod Atlanterhavet med øer mod øst. Nabodelstater er Rio Grande do Sul mod syd og Paraná mod nord, og i vest grænser delstaten op mod Argentina. De centrale områder er især bevokset med skovfyr, mens landområdet i sydvest består af pampa.
Santa Catarina anses for at være den delstat i Brasilien, der har den klareste luft. Dette skyldes højsletterne i indlandet.

## Historie
De første bosættere i delstaten kom med spanierne, som bosatte sig på øen Santa Catarina i 1542. Portugiserne fik herredømme over området i 1675, og distriktet Santa Catarina blev etableret i 1738. Europæiske immigranter, især fra Tyskland, begyndte at flytte ind i området i begyndelsen af det 19. århundrede. I dag er delstaten et center for tysk kultur i Brasilien. Senere kom der også immigranter fra Italien, Polen, Rusland og andre dele af Europa. Dette førte til en fremvækst af små, familieejede gårde i det indre af delstaten.

## Økonomi
Santa Catarina er blandt de delstater i Brasilien, der har den højeste levestandard og er et vigtigt område for landbrug og industri.

## Kommuner
Araranguá, Blumenau, Chapecó, Criciúma, Florianópolis, Fraiburgo, Imbituba, Itajaí, Joinville, Laguna, São José, Palhoça